# ダイアナチアキ
ダイアナ チアキ（Diana Chiaki、11月16日 - ）は、日本の女性ファッションモデル、ミュージシャン。ネイムマネジメント所属。

## 経歴
15歳でネイムマネジメントと契約し、 CUTiE、mini、NYLON JAPAN等のストリート系ファッション誌や東京コレクション等のファッションショーでモデルとして活動する傍ら、友人らとブルースロックバンド「TERROR FAMILIA」を結成し大貫憲章主催のLONDON NIGHT、内田裕也NEW YEARS WORLD ROCK FESTIVAL等に出演していた。
2011年 電子音楽に興味を持ち独学でラップトップを使った作曲を始め、DianaChiaki名義で『First Album』をPower Shovel Audioよりリリースし、共演したNinja TuneのKid Koalaからは素晴らしい耳と評された。
2013年には、小林武史、大沢伸一らによるバンド「BRADBERRY ORCHESTRA」のボーカルとしてもCOUNT DOWN JAPAN等に出演する。
2016年 二枚目のアルバムにはリミックスにKid Koala、渋谷慶一朗らが参加した。同時期からディオール、グッチ、ルイ・ヴィトンなどのイベントにも出演する様になり、2017年、フジロックフェスティバルにも出演。
2018年、マイクロソフト社開発の人工知能とファッションコラボレーション企画のCM楽曲制作やavex所属のグループFEMMのEP「doll house」の楽曲プロデュースも手掛けた。

## 人物
アイルランド系アメリカ人の父親と日本人の母親を持つハーフである。
モデルのエリーローズからは『チー』と呼ばれている。
アッコにおまかせ出演時にモデルのマリエからは『アーティスティックなモデルちゃん』と称されている。
恋愛観のモテると言う点について、重田ひとみ著書『綺麗を磨く訓練法』内で「自分の好きな人以外の人に好かれてどうするの？」と記している。

## 出演

### 広告
- American apparel
- AG by agua girl
- BASE STATION
- cucca
- Gibson
- infinistria
- LOWRYS FARM
- NTT Docomo
- soe
- X-girl
- united arrows green label
- infinistria
- 花王 ケープフリーアレンジ

### ラジオ
- ダイアナチアキのミッドナイト放送倶楽部 （2016年-2018年FM Nagasaki ）
- ダイアナチアキの「渋谷でLOVE」(2018年- 渋谷のラジオ ）

### PV
- マキシマム ザ ホルモン「恋のメガラバ」
- D.A.N.「SSWB」

### 連載
- CUBE INC. commons&sence magazine (2014年-エッセイ連載中)

## 楽曲

### 参加楽曲
- BRADBERRY ORCHESTRA 「ハルネオン」（J-WAVE TOKYO M.A.P.S テーマソング）
- スガシカオ 「LIFE」（ワーナー・ブラザース映画配給映画 『オー!ファーザー』 主題歌）
- CAPCOM crossbeats REV. 「Satellite System ft.Diana Chiaki / GRATEC MOUR」(NNN Records)

### 楽曲提供
- FEMM  EP「dollhouse」(avex)

### イベント
- COUNTDOWN JAPAN 13/14
- フジロックフェスティバル2017
- フジロックフェスティバル2021